# Ristkalvane
Die Ristkalvane (norwegisch für Rückenkälber) sind eine kleine Gruppe von Nunatakkern im ostantarktischen Königin-Maud-Land. Sie bilden das nördliche Ende des Schtscherbakowgebirges in der Orvinfjella. Auf ihrer Südseite liegt der Gletscherhang Ristebrekka.
Entdeckt und aus der Luft fotografiert wurden sie bei der Deutschen Antarktischen Expedition 1938/39 unter der Leitung des Polarforschers Alfred Ritscher. Norwegische Kartografen, die sie auch benannten, nahmen anhand von Luftaufnahmen und Vermessungen der Dritten Norwegischen Antarktisexpedition (1956–1960) eine Kartierung vor.